# Tadeusz Kłos
Tadeusz Kłos (ur. w 1868 roku – zm. w 1931 roku w Poznaniu) – członek Naczelnej Rady Ludowej, działacz spółdzielczy, rolnik. 
Był delegatem na Polski Sejm Dzielnicowy w Poznaniu w 1918 roku, w II Rzeczypospolitej był starostą poznańskim, organizował Radio Poznańskie. 
2 maja 1923 został odznaczony Krzyżem Kawalerskim Orderu Odrodzenia Polski.
Pochowany na dawnym cmentarzu przy ul. Bukowskiej. Grób symboliczny znajduje się na Cmentarzu Junikowo (pole 1, rząd 1, grób 39).

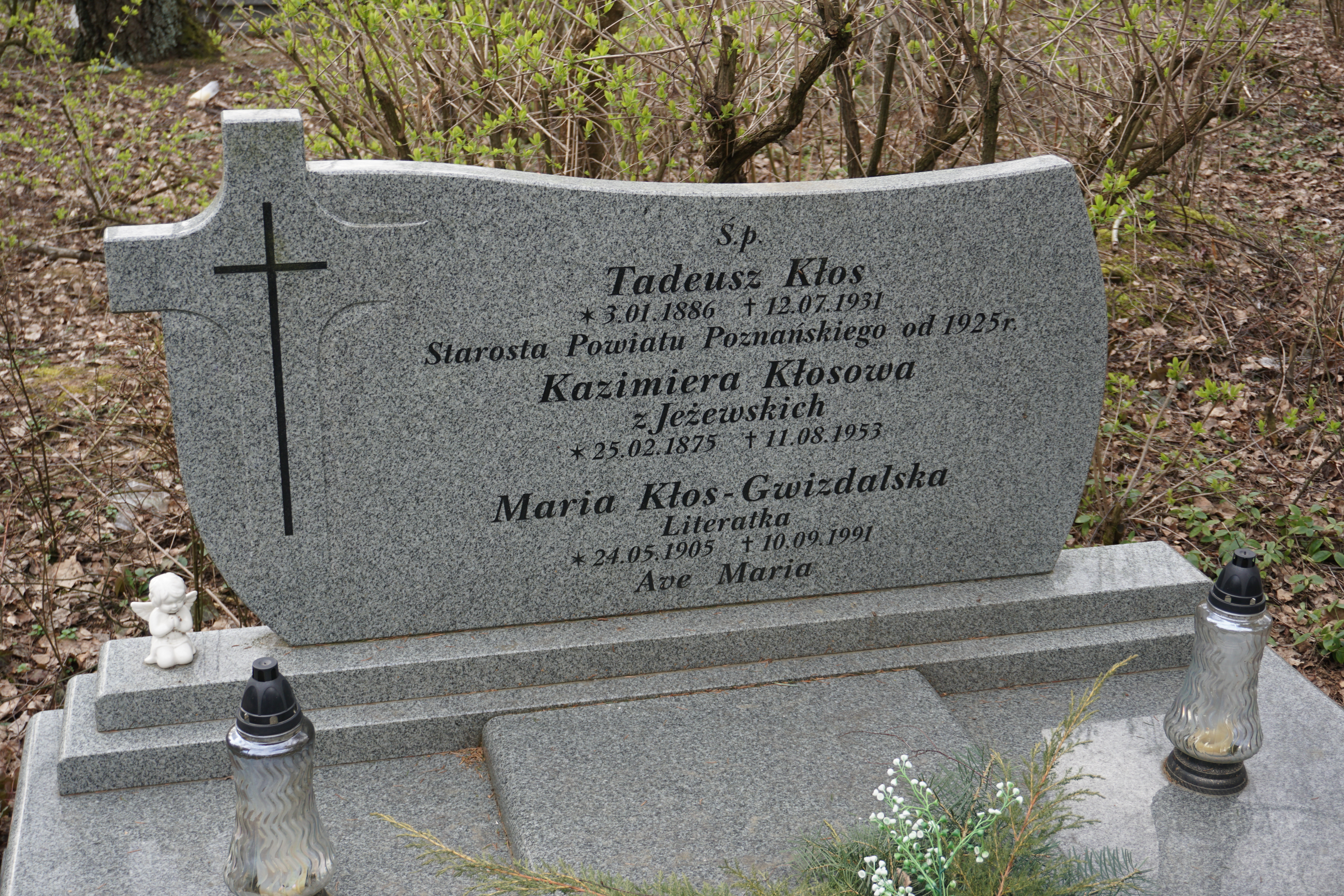
Grób symboliczny Tadeusza Kłosa na Cmentarzu Junikowskim